# Codex Calixtinus

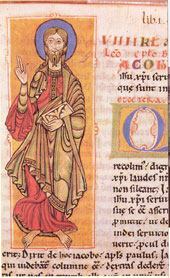
Apóstolo Santiago. Fólio 4 do Códice Calixtino

O Liber Sancti Jacobi, também referido como Codex Calixtinus ou Códice Calixtino (Santiago de Compostela, Arquivo da Catedral, s.n.), é um manuscrito iluminado de meados do século XII. Encontrava-se até recentemente conservado no Arquivo da Catedral de Santiago de Compostela, tendo sido comunicado no dia 5 de julho de 2011 que tinha sido roubado desse local. A 4 de julho de 2012, um ano depois do furto, foi encontrado escondido numa garagem embrulhado num saco de lixo com outras raridades da Catedral. Os responsáveis pelo roubo foram um eletricista, ex-funcionário da Catedral de Santiago de Compostela, a sua mulher e filho e uma quarta pessoa, companheira do filho .
É conhecido do grande público pelo seu livro V, que se constitui no mais antigo guia para os peregrinos que faziam o Caminho rumo a Santiago de Compostela, incluindo conselhos, descrições do percurso e das obras no arte nele existentes, assim como usos e costumes das populações que viviam ao longo da rota. Os demais livros do códice contêm sermões, narrativas de milagres e textos litúrgicos diversos relacionados com o apóstolo São Tiago.

## História
O códice constitui-se numa coletânea de textos em latim reunidos em Compostela nos anos finais do arcebispado de Diego Gelmírez, que visava servir como promoção daquela Sé. Embora apresentado em sua origem como sendo da autoria do Papa Calisto II, na realidade foi redigido por vários autores no período entre 1130 e 1160 e caracteriza-se pela correição do latim empregado e por seu elevado valor literário.
O exemplar mais antigo - conservado na Catedral de Compostela -, é datado entre 1150 e 1160, e constitui-se na cópia de um exemplar modelo. A cópia realizada pelo monge Arnaldo de Monte em 1173 é conhecida como "manuscrito de Ripoll" e conserva-se atualmente em Barcelona.
Parte do manuscrito foi traduzido para o galego no primeiro terço do século XV, onde ficou conhecido como "Milagres de Santiago"", e recolhe partes da "Historia Caroli Magni" e do Guia do Peregrino.
Foi impresso pela primeira vez em 1882, numa edição feita por Fidel Fita.
O códice sofreu intervenção de restauração em 1966, ocasião em que lhe foi reincorporado o Livro IV, que dele havia sido destacado em 1609.
No dia 5 de julho de 2011, este livro foi dado como desaparecido pelos responsáveis do arquivo.
Em 4 de julho de 2012 o manuscrito foi encontrado em bom estado, juntamente com outros livros da catedral e uma bandeja de prata. 

## Características

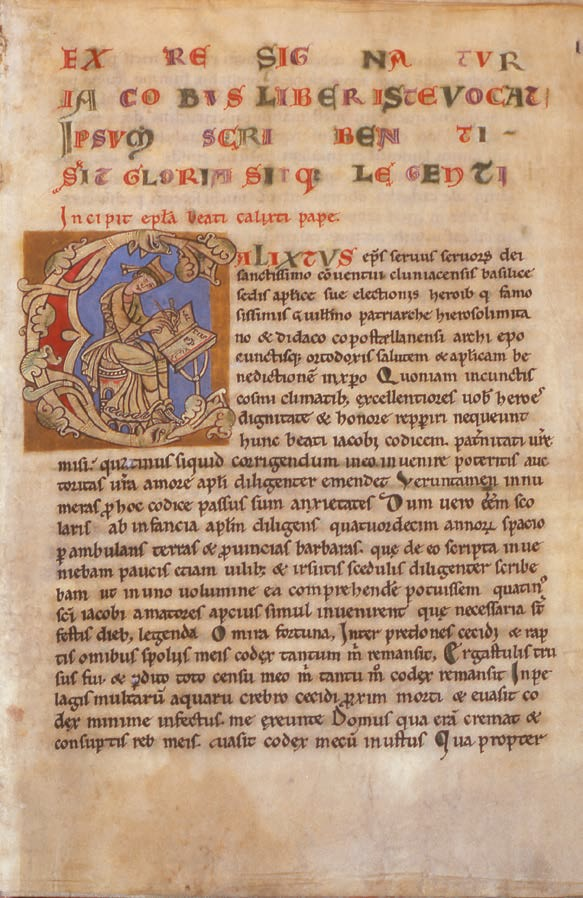

O códice divide-se no total em cinco livros, e compõe-se 225 fólios a dupla face com as dimensões de 295 x 214 mm. Cada fólio contém, em geral, uma única coluna de 34 linhas.

### Livros

#### Livro I
O primeiro livro, sob o título "Anthologia liturgica", compreende até o fólio 139. É o mais extenso do códice, e possui caráter litúrgico. Consiste numa antologia das homilias, cantos litúrgicos, cantos de peregrinos e de sermões em homenagem ao apóstolo Santiago que se celebravam na catedral de Santiago. O sermão "Veneranda dies", cerne do livro, mostra o sentido e a valoração da peregrinação a Santiago.
O manuscrito constitui, acima de tudo, um manuscrito musical. A maior parte das peças são melodias gregorianas. Mas também há uma vintena de peças polifônicas, as primeiras a ser notadas e contém a primeira notação de uma peça a três vozes: "Congaudeant catholici", assinada por "Magister Albertus Parisiensis".
A maior parte dos autores são franceses e de épocas anteriores, como Venâncio Fortunato, bispo de Poitiers no século VI, e Fulberto de Chartres, do século XI.

#### Livro II
O segundo livro, "De miraculi sancti Jacobi" ("Milagres de Santiago"), compreende do fólio 139 ao 155. É uma compilação de 22 milagres atribuídos a Santiago, ocorridos em diversas partes da Europa, em especial no percurso do Caminho de Santiago.

#### Livro III
O terceiro livro, "Liber de translatione corporis sancti Jacobi ad Compostellam", compreende os fólios 156 ao 162. Nele se relata a evangelização do apóstolo S. Tiago na Hispânia e a trasladação do seu corpo.

#### Livro IV
O quarto livro, "Historia Karoli Magni et Rothalandi", compreende os fólios 163 ao 191. Narra a história de Carlos Magno e de Rolando na Hispania em um tom épico e fantástico. Conhecido como a "crónica pseudo-Turpin", por ter sido atribuída ao bispo Turpin de Reims, mostra um Carlos Magno descobridor da tumba do apóstolo Santiago e criador dos inícios da peregrinação a Compostela e da sua igreja.
Foi o livro mais difundido do Códice Calixtino, com mais de 250 cópias conhecidas na Idade Média em toda Europa e que serviu de inspiração a vários cantares de gesta feitos na França e Itália.

#### Livro V
Ao quinto livro, "Iter pro peregrinis ad Compostellam", conhecido como Guia do Peregrino de Santiago de Compostela compreende os fólios 192 ao 213. Atribuído a Aimerico Picaud, autor de Parthenay-le-Vieux (Poitou), foi escrito entre os anos 1135 e 1140. O texto é um conjunto de conselhos práticos para os peregrinos, baseado no próprio percurso do autor, com os lugares onde descansar, qualidade das águas, as relíquias a venerar, as gentes e cidades do caminho ou os santuários a visitar antes de chegar à catedral de Santiago de Compostela.